# ジョナサン・ケラーマン
ジョナサン・ケラーマン（Jonathan Kellerman、1949年8月9日 - ）は、アメリカの臨床心理学者、小説家でもある。

## 概要
心理学（特に精神病理学）に関する著書として Savage Spawn: Reflections on Violent Children がある。多くの推理小説以外にも記事やエッセイや子供向けの本などを書いている。彼の推理小説は小児臨床心理医アレックス・デラウェアを主人公としたものが多い。
アレックスの登場する作品は、専門分野の心理学をベースに、犯罪者に幼少時の心的外傷が及ぼす影響や、児童虐待などが常に根底にあって、また同性愛に対する差別問題なども提起している一方で、インディアンやメキシコ人に対する露骨な嫌悪感、差別意識も作中に混在している。
ケラーマンはニューヨークで誕生し、ロサンゼルスで成長した。カリフォルニア大学ロサンゼルス校を卒業後、南カリフォルニア大学で心理学の博士号を取得。現在は、南カリフォルニア大学医学部小児科の臨床の教授である。
インターン時代と博士号取得後の時期に彼は小児病院で働き、血液・腫瘍内科の心理社会的プログラムを指導した。
ケラーマンは妻のフェイ・ケラーマン（自身有名な推理作家）とロサンゼルスに暮らしている。4人の子供を持ち、長男のジェシー・ケラーマン（1978年生）も小説家であり劇作家である。

## 主要作品リスト
以下の分類はジョナサン・ケラーマン公式サイトによる。

### アレックス・デラウェア シリーズ
- 大きな枝が折れる時 When the Bough Breaks （1985年）
- 歪んだ果実 Blood Test （1986年）
- グラス・キャニオン Over the Edge （1987年）
- サイレント・パートナー Silent Partner （1989年）
- 少女ホリーの埋れた怒り Time Bomb （1990年）
- プライヴェート・アイ Private Eyes （1992年）
- デヴィルズ・ワルツ Devil's Waltz （1993年）
- わるい愛 Bad Love （1994年）
- トラウマ Self-Defense （1995年）
- パラダイスの針 The Web （1996年）
- Survival of the Fittest （1997年）
- クリニック The Clinic （1997年）
- モンスター –臨床心理医アレックス Monster （1999年）
- マーダー・プラン –臨床心理医アレックス Dr. Death （2000年）
- Flesh and Blood （2001年）
- The Murder Book （2002年）
- A Cold Heart （2003年）
- Therapy （2004年）
- Rage （2005年）
- Gone （2006年）
- Obsession （2007年）
- Compulsion （2008年）
- Bones （2009年）
- Evidence （2009年）
- Deception （2010年）
- Mystery （2011年）
- Victims （2012年）
- Guilt （2013年）
- Killer （2014年）
- Motive （2015年）
- Breakdown （2016年）
- Heartbreak Hotel  （2017年）
- Night Moves （2018年）
- The Wedding Guest （2019年）
- The Museum of Desire （2020年）
- Serpentine （2021年）
- City of the Dead （2022年）
- Unnatural History （2023年）

### アレックス・デラウェア シリーズ以外
- 殺人劇場 The Butcher's Theater （1988年）
  - アレックス・デラウェア シリーズの Survival of the Fittest （1997年）と共通の登場人物が出てくる。
- イノセンス – 女性刑事ペトラ Billy Straight （1998年）
  - 後のアレックス・デラウェア シリーズに登場する人物が初登場する。
- The Conspiracy Club （2003年）
- Double Homicide （2004年）
  - フェイ・ケラーマンとの共著
- Twisted （2004年）
- Capital Crimes （2006年）
- True Detectives （2008年）

### ノンフィクション
- Savage Spawn: Reflections on Violent Children （1999年）